# 布拉德福德教區
聖公會布拉德福德教區（英語：Diocese of Bradford）是英格蘭教會約克教省下面的一個教區。成立於1919年11月25日。2014年4月20日與另外兩個教區重組成新的利茲教區。
轄區包括布拉德福德市、克雷文（北約克郡），以及塞德伯郊區（坎布里亞郡）。座堂是布拉德福德座堂，現任主教為尼克·拜恩斯。下分兩個會吏長區及八個會吏區，管理133個堂區。